# Formatieve periode (Meso-Amerika)

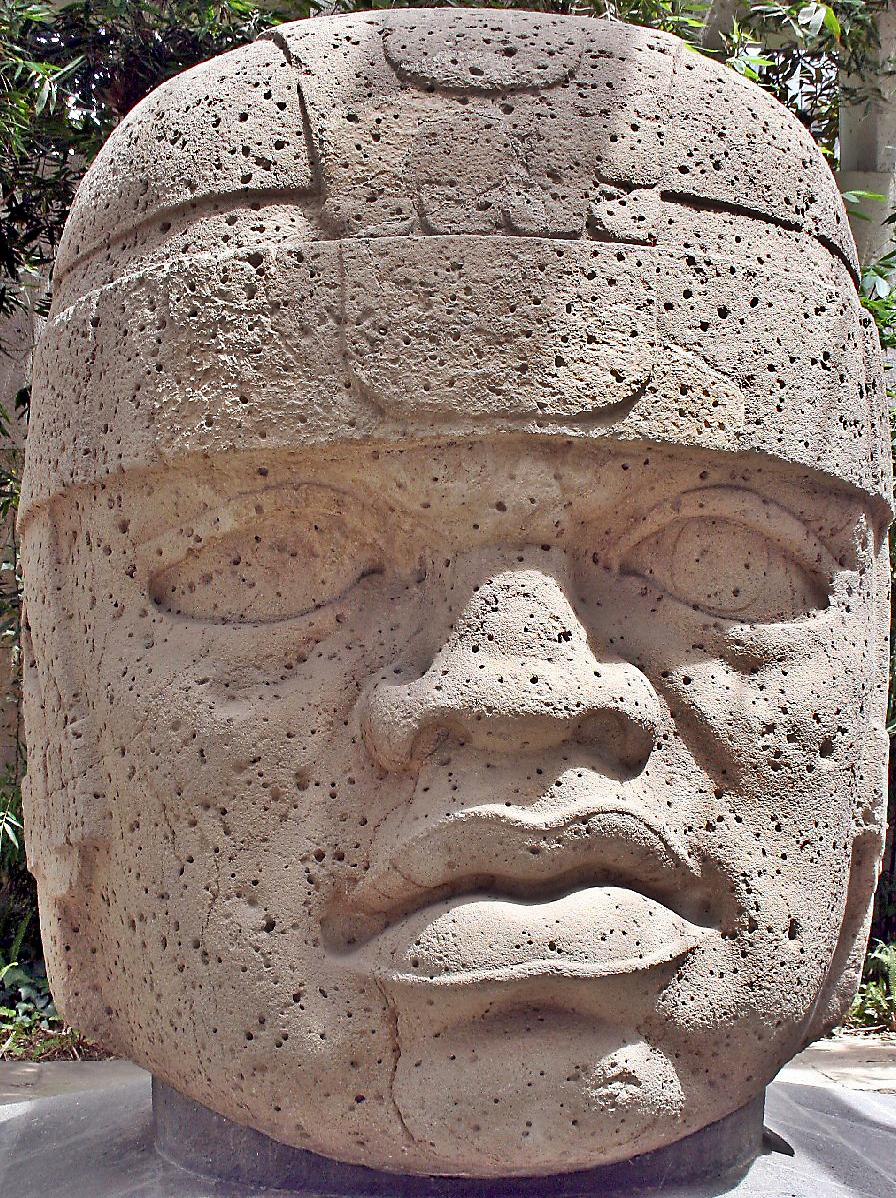
kolossaal stenen hoofd, Olmeken

De pre-klassieke of formatieve periode van Meso-Amerika duurde van ongeveer 2000 v.Chr. tot 300 n. Chr. In deze periode kwamen de eerste beschavingen op. De pre-klassieke periode wordt vaak nog opgedeeld in vroeg pre-klassiek (2000 v. Chr-900 v. Chr), midden pre-klassiek (900 v. Chr-300 v. Chr) en laat pre-klassiek (300 v.Chr.-300 n.Chr.). Ze werd voorafgegaan door de archaïsche periode in Meso-Amerika, en opgevolgd door de klassieke periode van Meso-Amerika.

## Olmeken
De eerste grote beschaving, die van de Olmeken ontstond rond 1200 v.Chr., in de moerassen van Tabasco en Veracruz. Zij worden weleens de moedercultuur van Mexico genoemd omdat zij de eerste cultuur zouden zijn met typisch Meso-Amerikaanse cultuuruitingen, zoals de bouw van piramides, het schrift en een godsdienst waarin de fauna ("Weerjaguar") en de elementen (vooral water en vuur) een grote rol speelt. Ook kennen zij het typische Meso-Amerikaanse balspel. Belangrijke Olmeekse centra zijn San Lorenzo, La Venta en Tres Zapotes. De Olmeken zijn echter het bekendst vanwege de kolossale in steen uitgehakte hoofden die tot veel speculatie hebben geleid. De Olmeken legden waarschijnlijk de basis voor veel Meso-Amerikaanse gebruiken en instellingen.
Er zijn ook Mesoamerikanisten die verkiezen de Olmeken een 'zustercultuur' te noemen van meerdere culturen die gelijktijdig opkwamen, samen met Tlatilco in het Dal van Mexico, de vroege Zapoteken van San José Mogote en de vroege Maya's. Bovendien blijkt een aantal van de oudste ontwikkelingen (piramides, balspel, aardewerk) zich te hebben voorgedaan buiten het Olmekengebied, aan de Pacifische kust van Chiapas en Guatemala. Dit laatste zou weer mogelijk kunnen duiden op direct overzees contact met het Andesgebied omdat complexe samenlevingen daar immers ongeveer 2000 jaar ouder zijn.
Op 15 september 2006 werd in een artikel in het tijdschrift Nature aangekondigd dat het mogelijk oudste schrift uit Amerika was ontdekt. Het in de Mexicaanse kuststaat Veracruz gevonden 12 kilo zware zogenaamde Cascajalblok stamt uit ongeveer 900 v.Chr. en wordt aan de Olmeken toegeschreven. De "tekst" bevat 28 verschillende tekens van in totaal 62. 
Na de Olmeken kwam er een stroomversnelling in de ontwikkelingen. De drie belangrijkste plaatsen in Meso-Amerika zijn: het Centrale Hoogland, de huidige staat Oaxaca en het Mayagebied. Deze gebieden zijn alle drie deels beïnvloed door de Olmeken, maar vooral de laatste twee (Oaxaca, Mayagebied) hebben ook zelf weer de nodige invloed gehad op de Olmeken.

## Zapoteken

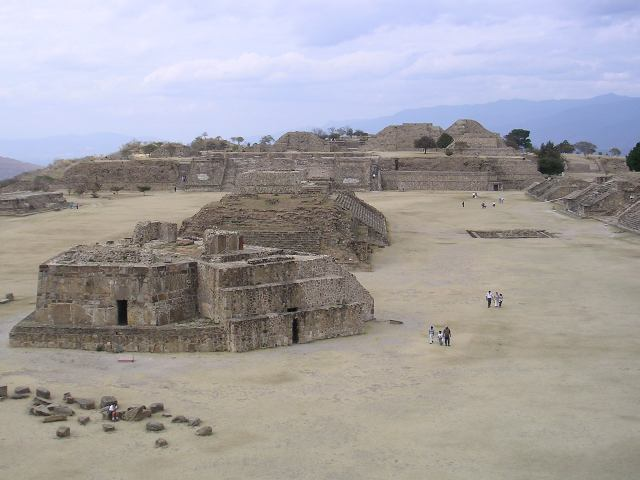
Monte Albán

Intussen kwam in Oaxaca de Zapoteekse beschaving op, en werden in de hooglanden van Guatemala de eerste Maya-stèles opgericht. Toen de Olmeekse cultuur in de laatste eeuwen voor het begin van de jaartelling in verval raakte, werd zij dan ook al snel overvleugeld door de Zapoteken en Maya. 
Monte Albán was de hoofdstad van de Zapoteken en is vooral bekend om de zogenaamde "danzantes" (dansers), afbeeldingen van mensen op grote stenen platen die volgens wetenschappers krijgsgevangenen (eventueel om te offeren) moeten voorstellen. Een van de oudste bewijzen van eigen schrift is op deze platen aangetroffen. Monte Albán zou gedurende de gehele klassieke periode verreweg de belangrijkste stad in Oaxaca blijven met grote invloed naar buiten. Het Zapoteekse schrift is overigens goed te vergelijken met het Mayaschrift omdat hetzelfde logofonetische systeem gebruikt werd.

## Aardewerk
In het zuiden van Centraal-Amerika (Panama, Costa Rica, Nicaragua) verscheen rond 2000 v.Chr. het eerste aardewerk en dat vertoont enige gelijkenissen met het aardewerk uit het noorden van Zuid-Amerika (Colombia/Ecuador). Ook de landbouwproducten wijzen eerder naar het zuiden dan naar het noorden (maniok is belangrijker dan maïs) hoewel onderzoek heeft aangetoond dat Mexicaanse en Zuid-Amerikaanse landbouwproducten elkaar hier al tegenkwamen rond 5000 v.Chr. Het noorden van Centraal-Amerika (Honduras, El Salvador, Belize, Guatemala) viel onder de invloedssfeer van de Olmeken.

## Laat pre-klassieke periode
De periode van 300 v.Chr. tot ongeveer 250 na Chr. wordt door archeologen "laat pre-klassiek" genoemd. Het is een periode waarin de basis werd gelegd voor de grote steden uit de klassieke periode (250-900 na Chr.). Het Mayagebied kende dan al verschillende grote steden waaronder Kaminaljuyu in de Guatemalteekse hooglanden en El Mirador en Nakbe in het oerwoud van de Petén. In Oaxaca en het Centrale Hoogland was de situatie anders. Hier kwamen slechts twee steden op die elk voor zich de eigen regio zouden domineren. In het geval van het Centrale Hoogland zou deze nieuwe stad zelfs geheel Meso-Amerika (en wellicht daarbuiten richting VS en Costa Rica) sterk beïnvloeden. Het gaat hier om Monte Albán (Oaxaca) en Teotihuacán (Centrale Hoogland).